# كريستيان كيفو

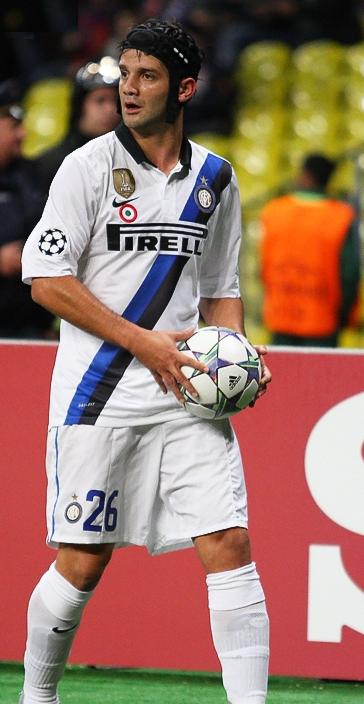
كيفو مع نادي إنتر ميلان

كريستيان كيفو (بالرومانية: Cristian Chivu)، من مواليد 26 أكتوبر 1980 في ريشيتسا في رومانيا، لاعب كرة قدم روماني.
بدأ مسيرته الكروية مع نادي ريسيتا في عام 1996، وشارك معهم حتى عام 1998، ولعب معهم 24 مباراة وسجل هدفين، وفي موسم 1998/1999 انتقل إلى نادي يونيفرستاتي كرايوفا، ولعب معهم 32 مباراة وسجل 3 أهداف، وفي عام 1999 انتقل إلى نادي أياكس أمستردام الهولندي، ولعب معهم حتى عام 2003، وشارك معهم في 107 مباريات وسجل 13 هدف، وفي عام 2003 إنتقل إلى نادي روما الإيطالي ولعب لهم إلى 2007 لعب خلالها 85 مباراة وسجل 6 اهداف، وفي 2007 إنتقل إلى نادي إنتر ميلان بصفقة قدرت بحوالي 15 مليون يورو ولعب لهم إلى إلى نهاية مشواره عام 2014 لعب خلالها 115 مباراة وسجل 3 أهداف.
وقد لعب مع منتخب رومانيا لكرة القدم منذ عام 1999 حتى العام 2010 لعب لمنتخب بلاده 75 مباراة سجل خلالها 3 أهداف.
عين في فبراير 2025 مدربا لنادي بارما احد اندية الكالتشيو الايطالي

## مسيرته الكروية
لعب كريستيان كيفو خلال مسيرته الاحترافية مع 5 أندية في ثمانية عشر موسمًا وسجل خلالها 28 هدفًا ضمن 363 مباراة. حيث فاز في أربعة مواسم بالكأس وفي أربعة مواسم بالدوري.
خاض كريستيان كيفو مسيرته مع نادي أوتيلول ريشيتا في موسم 1996–97 ولمدة موسمين، مشاركًا في 24 مباراة سجل خلالها هدفين. ثم انتقل إلى نادي يونيفرسيتاتيا كرايوفا في موسم 1998–99 ولمدة موسمين، حيث شارك في 32 مباراة سجل خلالها 3 أهداف. لينتقل بعدها إلى نادي أياكس أمستردام في موسم 1999–00 ليلعب معه أربعة مواسم، مشاركًا في 107 مباراة سجل خلالها 14 هدفًا. ثم انتقل إلى نادي روما في موسم 2003–04 ليلعب معه أربعة مواسم، مشاركًا في 85 مباراة سجل خلالها 6 أهداف. هذا وانتقل لاحقًا إلى نادي إنتر ميلان في موسم 2007–08 ليلعب معه ستة مواسم، مشاركًا في 115 مباراة سجل خلالها 3 أهداف.

## روابط خارجية
- كريستيان كيفو على موقع الاتحاد الدولي (مؤرشف)  (الإنجليزية)
- كريستيان كيفو على موقع الاتحاد الأوربي (الإنجليزية)
- كريستيان كيفو على موقع إي إس بي إن إف سي (الإنجليزية)
- كريستيان كيفو على موقع قاعدة بيانات كرة القدم.إي يو (الإنجليزية)
- كريستيان كيفو على موقع ناشيونال فوتبول تيمز (الإنجليزية)
- كريستيان كيفو على موقع Soccerway.com (الإنجليزية)
- كريستيان كيفو على موقع عالم كرة القدم.نت (الإنجليزية)
- كريستيان كيفو على موقع AS.com (الإسبانية)